# Karl Chmielewski

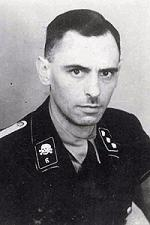
Karl Chmielewski

Karl Chmielewski (* 16. Juli 1903 in Frankfurt am Main; † 1. Dezember 1991 in Prien am Chiemsee) war ein deutscher SS-Hauptsturmführer (R).
Er war KZ-Kommandant des Konzentrationslagers Gusen und baute das KZ Herzogenbusch auf. Chmielewski galt als „Teufel von Gusen“ und war einer der wenigen KZ-Kommandanten, die selbst als Häftling in ein Konzentrationslager verbracht wurden.

## Leben

### Werdegang
Chmielewski wechselte in Jugendjahren vom Kaiser-Wilhelm-Gymnasium in Frankfurt am Main an die Oberrealschule in Langen, die er 1918 ohne Abschluss verließ. Nach einer Übersiedlung nach München absolvierte Chmielewski eine Ausbildung zum Holzbildhauer und Elfenbeinschnitzer, die er 1924 mit der Gesellenprüfung abschloss. Chmielewski war in diesem Gewerbe einige Zeit in München selbständig, musste seinen Betrieb aber wegen der Wirtschaftskrise noch in den 1920er Jahren schließen. Er war Vater eines Sohnes.

### NS-Karriere
Im Jahre 1932 trat Chmielewski nach längerer Arbeitslosigkeit und einigen Gelegenheitsjobs in die Allgemeine SS (SS-Nummer 63.950) ein und arbeitete ab 1932 aktiv auch für die NSDAP, der er zum 1. März 1933 beitrat (Mitgliedsnummer 1.508.254). Er versah Anfang 1933 Dienst als Hilfspolizist und Ordonnanz zwischen der Polizeidirektion und dem SS-Hauptamt in München. Chmielewski wurde noch 1933 in den Stab des Reichsführers SS (RFSS) übernommen und zum SS-Unterscharführer befördert. Chmielewski wechselte 1934 mit der Verlegung der Chef-Adjutantur des RFSS als Kassenverwalter nach Berlin. 1935 diente er im Kommandanturstab des KZ Columbia und in der Zeit zwischen 1936 und 1939 als Verwaltungsführer im KL Sachsenhausen. 1938 wurde Chmielewski zum SS-Untersturmführer befördert und als Schutzhaftlagerführer eingearbeitet.

### Konzentrationslager Gusen
1940 wurde Chmielewski zum Aufbau des Lagerteiles Gusen in den Kommandanturstab des KZ Mauthausen überstellt und übersiedelte mit seiner Familie in eine von den Deutschen Erd- und Steinwerken (DEST) zur Verfügung gestellte Wohnung nach St. Georgen an der Gusen. Seine Frau arbeitete dort bis Kriegsende in der Buchhaltung der DEST-Werkgruppe St. Georgen/Gusen.
Chmielewski war von 1940 bis 1942 im Rang eines SS-Hauptsturmführers (R) Schutzhaftlagerführer I des KZ Gusen, das er mit äußerster Brutalität vor allem als Vernichtungslager für polnische Intellektuelle und spanische Republikaner prägte. Gleichzeitig versuchte er sich trotz zahlreicher Alkoholexzesse im Zusammenhang mit den in Gusen beim Eisenbahnbau gemachten archäologischen Funden und der Einrichtung eines kleinen Museums direkt im KZ verdient zu machen. Er war persönlich an der Misshandlung und Ermordung der KZ-Häftlinge beteiligt, so schlug er u. a. Häftlinge zu Tode oder vergewaltigte weibliche Häftlinge. Aufgrund der katastrophalen hygienischen Zustände in diesem Vernichtungslager erkrankte auch Kommandant Chmielewski Anfang 1942 an Neuritis und Fleckfieber und war in der ersten Hälfte dieses Jahres häufig dienstunfähig und auf Kur. Chmielewski wurde daraufhin ab September 1942 mit dem Aufbau des KZ Herzogenbusch beauftragt, dessen Kommandant er ab dem 5. Januar 1943 war, während seine Familie bis Kriegsende in St. Georgen/Gusen wohnhaft blieb.

### Ende der SS-Karriere
Wegen Unterschlagung wurde Chmielewski im Oktober 1943 verhaftet und  1944 vor einem SS-Gericht zu 15 Jahren Zuchthaus verurteilt. Nach Aufenthalten in der Untersuchungshaft in Sachsenhausen und im SS- und Polizeistraflager Dachau war Chmielewski nach eigenen Angaben bis April 1945 Lagerältester im KZ-Außenlager München-Allach. Chmielewski konnte sich während des Zusammenbruches des Dritten Reiches von dort absetzen und nach einem Besuch bei seiner Familie in St. Georgen/Gusen bis Herbst 1946 bei einem Bauern in Mettmach (Oberösterreich) untertauchen. Mit falschen Papieren gelang Chmielewski die Rückreise nach Deutschland, wo er sich bei Bauern, mit Kaninchenzucht (vgl. dazu Kommando Kaninchenzucht im KL Gusen I) und Eierhandel durchschlug.

### Nachkriegsjustiz
Chmielewski wurde 1957 von einem deutschen Gericht wegen Meineides, Doppelehe und Betrugs zu einem Jahr Haft in München-Stadelheim verurteilt und saß bereits vor und nach diesem Verfahren wegen Mordes in Gusen in Untersuchungshaft.
Am 11. April 1961 wurde Chmielewski schließlich durch ein Schwurgericht des Landgerichtes Ansbach wegen 282-fachen Mordes zu lebenslangem Zuchthaus verurteilt und büßte seine Haftstrafe in der JVA Straubing ab. Im März 1979 wurde „im Hinblick auf den Gesundheitszustand des Verurteilten“ ein Gnadengesuch „für die Dauer der stationären Behandlung in einer geeigneten Anstalt“ bewilligt. Chmielewski verbrachte die letzten Jahre seines Lebens in Bernau am Chiemsee. Seine Grabstelle dort auf dem Friedhof wurde im Frühjahr 2018 aufgelassen.
Einer seiner Leitsprüche als Lagerkommandant in Gusen war angeblich: „Ein guter Häftling hält es nicht länger als 3–4 Monate im KZ aus, wer es länger aushält ist ein Gauner.“